# Honda Grand Prix of St. Petersburg 2012
Lo Honda Grand Prix of St. Petersburg 2012 è la prima tappa della stagione 2012 della Indy Racing League. Si è disputato il 25 marzo 2012 su un circuito cittadino di Saint Petersburg e ha visto la vittoria di Hélio Castroneves.

## Gara
| Pos | #  | Pilota              | Team                           | Motore    | Giri | Tempo/Ritirato     | Punti | Giri in testa | Punti |
| --- | -- | ------------------- | ------------------------------ | --------- | ---- | ------------------ | ----- | ------------- | ----- |
| 1   | 3  | Hélio Castroneves   | Team Penske                    | Chevrolet | 100  | 1:59:50.9863       | 5     | 28            | 50    |
| 2   | 9  | Scott Dixon         | Chip Ganassi Racing            | Honda     | 100  | + 5.5292           | 6     | 37            | 42    |
| 3   | 28 | Ryan Hunter-Reay    | Andretti Autosport             | Chevrolet | 100  | + 7.5824           | 3     | 0             | 35    |
| 4   | 27 | James Hinchcliffe   | Andretti Autosport             | Chevrolet | 100  | + 10.6526          | 4     | 0             | 32    |
| 5   | 2  | Ryan Briscoe        | Team Penske                    | Chevrolet | 100  | + 11.7854          | 2     | 9             | 30    |
| 6   | 77 | Simon Pagenaud (R)  | Schmidt Hamilton Motorsports   | Honda     | 100  | + 31.2623          | 16    | 0             | 28    |
| 7   | 12 | Will Power          | Team Penske                    | Chevrolet | 100  | + 34.6582          | 1     | 11            | 27    |
| 8   | 5  | E.J. Viso           | KV Racing Technology           | Chevrolet | 100  | + 35.5943          | 8     | 0             | 24    |
| 9   | 83 | Charlie Kimball     | Chip Ganassi Racing            | Honda     | 100  | + 43.1425          | 22    | 0             | 22    |
| 10  | 18 | Justin Wilson       | Dale Coyne Racing              | Honda     | 100  | + 44.3141          | 15    | 0             | 20    |
| 11  | 67 | Josef Newgarden (R) | Sarah Fisher Hartman Racing    | Honda     | 100  | + 44.8275          | 19    | 0             | 19    |
| 12  | 38 | Graham Rahal        | Chip Ganassi Racing            | Honda     | 100  | + 45.1080          | 10    | 0             | 18    |
| 13  | 10 | Dario Franchitti    | Chip Ganassi Racing            | Honda     | 100  | + 45.8468          | 9     | 1             | 17    |
| 14  | 26 | Marco Andretti      | Andretti Autosport             | Chevrolet | 99   | + 1 giro           | 7     | 0             | 16    |
| 15  | 98 | Alex Tagliani       | Team Barracuda – BHA           | Lotus     | 99   | + 1 giro           | 17    | 0             | 15    |
| 16  | 22 | Oriol Servià        | Dreyer & Reinbold Racing       | Lotus     | 99   | + 1 giro           | 23    | 0             | 14    |
| 17  | 8  | Rubens Barrichello  | KV Racing Technology           | Chevrolet | 98   | + 2 giri           | 13    | 0             | 13    |
| 18  | 20 | Ed Carpenter        | Ed Carpenter Racing            | Chevrolet | 98   | + 2 giri           | 24    | 0             | 12    |
| 19  | 4  | J.R. Hildebrand     | Panther Racing                 | Chevrolet | 96   |                    | 18    | 3             | 12    |
| 20  | 14 | Mike Conway         | A. J. Foyt Enterprises         | Honda     | 75   | Problema meccanico | 11    | 0             | 12    |
| 21  | 7  | Sébastien Bourdais  | Dragon Racing                  | Lotus     | 73   |                    | 26    | 0             | 12    |
| 22  | 15 | Takuma Satō         | Rahal Letterman Lanigan Racing | Honda     | 73   | Problema elettrico | 14    | 11            | 12    |
| 23  | 6  | Katherine Legge (R) | Dragon Racing                  | Lotus     | 59   |                    | 25    | 0             | 12    |
| 24  | 78 | Simona de Silvestro | HVM Racing                     | Lotus     | 22   | Problema meccanico | 21    | 0             | 12    |
| 25  | 11 | Tony Kanaan         | KV Racing Technology           | Chevrolet | 21   | Problema elettrico | 8     | 0             | 10    |
| 26  | 19 | James Jakes         | Dale Coyne Racing              | Honda     | 19   | Contatto           | 20    | 0             | 10    |